# Taraxacum eudontum
Taraxacum eudontum — вид квіткових рослин з родини айстрових (Asteraceae). Вид зростає в Європі: Данія, Швеція, Нідерланди, Люксембург, Німеччина, Польща, Франція; це багаторічна рослина помірних біомів.

## Морфологічна характеристика
Черешок крилатий і серединна жилка коричневого кольору. Листки майже голі. Бічні частки численні від широкої основи й часто розширені до верхівки, виступаючі, часто з прямою вершиною. Передня частина бічних часток з багатьма великими зубцями, нижня частина бічних часток також з одним великим зубцем. Міждолі з часточками і зубцями, пофарбовані в чорний колір.